# Saint-Yorre
Saint-Yorre è un comune francese di 2 811 abitanti situato nel dipartimento dell'Allier della regione dell'Alvernia-Rodano-Alpi.

## Società

### Evoluzione demografica
Abitanti censiti